# همه دختران واقعی
همه دختران واقعی (به انگلیسی: All the Real Girls) فیلمی محصول سال ۲۰۰۳ و به کارگردانی دیوید گوردون گرین است. در این فیلم بازیگرانی همچون پاتریشا کلارکسون، زویی دشانل، پل اشنایدر، شیا ویگهام، دنی مک‌براید و هیتر مک‌کامب ایفای نقش کرده‌اند.